# HD 23049
HD 23049，又名BD+48 984，SAO 39063、HR 1127，是一颗恒星，视星等为6.06，位于銀經149.99，銀緯-5.06，其B1900.0坐标为赤經3h 36m 55.7s，赤緯+48° -5.06′ 20″。